# Jak zdrówko?
Jak zdrówko? – amerykański serial telewizyjny, komediowy  wyprodukowany przez  Anima Sola Productions oraz Worldwide Productions. Jest to amerykańska wersja brytyjskiego serialu o tym samym tytule. 15 sierpnia 2013 roku, HBO zamówiła serial na sezon telewizyjny 2013/14. Twórcami amerykańskiej wersji są Mark V. Olsen i Will Scheffer. 11 września 2013 roku HBO potwierdziła datę premiery serialu, którą zaplanowano na  24 listopada 2013 roku. W Polsce serial jest emitowany od 17 marca 2014 rok przez HBO Polska 19 lutego 2014 roku, stacja HBO zamówiła oficjalnie drugi sezon serialu

## Fabuła
Serial opowiada o pracy lekarzy i pielęgniarek na oddziale geriatrycznym. 

## Obsada
- Laurie Metcalf  jako Dr. Jenna James, tymczasowy dyrektor medyczny[5]
- Alex Borstein jako Dawn Forchette, pielęgniarka oddziałowa[5]
- Niecy Nash jako Denise „DiDi” Ortley, pielęgniarka[5]
- Mel Rodriguez jako  Patsy De La Serda, nowa pielęgniarka[5]

## Role drugoplanowe
- Ann Guilbert jako Birdy Lamb
- June Squibb jako Varla Pounder
- Brandon Fobbs jako Antoine Robertson
- Mark Harelik jako Dr. Paul Stickley
- Lindsey Kraft jako Marguerite Macaw[6]
- Joel Johnstone jako Andrew Cesario
- K Callan jako Susan Dayward
- Molly Shannon jako Phyllis Marmatan[7]
- Betty Murphy jako Fiona Sullivan
- Harry Dean Stanton jako  Leonard Butler
- Daniel Stern jako Richard James, mąż Jenny

## Odcinki
| Sezon | Sezon | Odcinki | Oryginalna emisja | Oryginalna emisja | Oryginalna emisja | Oryginalna emisja | Oryginalna emisja |
| Sezon | Sezon | Odcinki | Premiera sezonu   | Finał sezonu      | Premiera sezonu   | Finał sezonu      |                   |
| ----- | ----- | ------- | ----------------- | ----------------- | ----------------- | ----------------- | ----------------- |
|       | 1     | 6       | 24 listopada 2013 | 29 grudnia 2013   | 17 marca 2014     | 21 kwietnia 2014  |                   |
|       | 2     | 6       | 9 listopada 2014  | 14 grudnia 2014   | 12 stycznia 2015  | 16 lutego 2015    |                   |
|       | 3     | 6       | 8 listopada 2015  | 13 grudnia 2015   | 23 listopada 2015 | 28 grudnia 2015   |                   |